# Red Bull Paper Wings
Red Bull Paper Wings – zawody papierowych samolotów sponsorowanych przez firmę Red Bull. Zawody te rozgrywane są w trzech dyscyplinach:
- lot na dystans (oficjalny rekord wynosi 63,19 metrów)[1]
- lot na czas (oficjalny rekord wynosi 27,6 sekund)[1]
- akrobatyka lotnicza.

Zawody te rozgrywane są od 2006 roku. Finał zawodów odbywa się w Salzburgu w Austrii w hangarze należącym do Dietricha Mateschitza właściciela Red Bulla. Aby wystąpić w finale należy przejść krajowe kwalifikacje. Obecnie rozgrywa się je w 85 krajach na całym świecie w tym w Polsce. W Polsce kwalifikacje rozgrywane są od 2009 roku. 
W Światowym Finale 2009 roku w Salzburgu reprezentacja Polski w składzie: 
- Maciej Mazur (lot na dystans)
- Witold Bądkowski (lot na czas)
- Tomasz Chodyra (akrobatyka).

Zdobyła tytuł drużynowych Mistrzów Świata, natomiast indywidualnie według wymienionej wyżej kolejności 4, 9, 2 miejsca. 
Wszystkie samoloty startujące w zawodach muszą być wykonane z kartki papieru formatu A4 o gramaturze nie większej niż 100 gramów oraz muszą być wykonane na miejscu rozgrywania zawodów (z wyjątkiem samolotów startujących w akrobatyce lotniczej).